# Useless ID
Useless ID ist eine israelische Melodic-Hardcore und Pop-Punk-Band aus Haifa, die im Jahr 1994 gegründet wurde.

## Geschichte
Die Band wurde Ende 1994 gegründet. Der erste Auftritt wurde im Januar 1995 in einem kleinen Dorf nahe Tel Aviv-Jaffa abgehalten. In den ersten fünf Jahren veröffentlichte sie ihre ersten Alben in Eigenveröffentlichung und ging mehrfach, alleine fünf Mal durch Nordamerika, auf Tournee. Die Veröffentlichungen fanden bei dem bandeigenen Label Falafel Records, benannt nach dem Lieblingsessen der Mitglieder, statt. 1999 lud Kris Roe von The Ataris die Band für eine Split-Veröffentlichung ein, die bei Kung Fu Records erschien. Bei diesem Label erschienen daraufhin in den Jahren 2001, 2003 und 2005 die Alben Bad Story Happy Ending (produziert von Kris Roe), No Vacation from the World und Redemption. 2004 war die Band mit dem Lied State of Fear auf dem Sampler Rock Against Bush Vol 2 zu hören. Im Jahr 2006 wurde die erste DVD veröffentlicht. Nach dem 2008er Album The Lost Broken Bones, das im Januar und Februar 2008 in The Blasting Room von Bill Stevenson und Jason Livermore aufgenommen worden war, und einem 2010er Kollaborationsalbum mit Muki von Shabak Samech unterzeichnete die Gruppe einen Vertrag bei Fat Wreck Chords, worüber 2012 das Album Symptoms erschien. Im selben Jahr begleitete Useless ID im Wechseln mit den Broilers und Royal Republic Die Toten Hosen auf deren Ballast-der-Republik-Tour. In ihrer Karriere ist die Band bisher unter anderem auch in Japan, China, Belarus und Serbien aufgetreten und spielte unter anderem zusammen mit Bands wie NOFX, The Vandals und No Use for a Name.

## Stil
purerock.de fand, dass die Band klingt, als sei sie „direkt in Kalifornien neben Größen wie NOFX und Bad Religion aufgewachsen“ und warte mit „fröhlichen, manchmal auch leicht melancholischem Melody-Core“ auf. Im Interview gab Ishay Berger an, dass die Band beim Schreiben der Lieder durch Gruppen wie MxPx, Elvis Costello, Midtown und Bad Religion beeinflusst wird. Zudem werde Useless ID unter anderem durch Reggae beeinflusst. Bad Story Happy Ending handele hauptsächlich von gescheiterten Beziehungen, da die Mitglieder in den Liedern hauptsächlich Erfahrungen verarbeite, die sie in letzter Zeit erlebt hätten. Für Symptoms hat Yotam Ben-Horin, laut fatwreck.com, ausschließlich Hüsker Dü gehört.
Im Interview mit Joachim Hiller vom Ox-Fanzine gab Berger an, dass die Mitglieder unter anderem Bands wie Lagwagon, Lifetime, Econochrist, Spitboy, Sicko und Parasites mögen würden. Anfangs sei man durch Antisect, Conflict, Crass, Flux und Subhumans und später durch Black Flag und Minor Threat beeinflusst worden. In derselben Ausgabe rezensierte Hiller das Album Dead's Not Punk und bezeichnete die Musik als Melodic Hardcore, der Richtung J Church gehe. Die Melodien seien hymnisch und melancholisch. Randy Flame ordnete das Album Bad Story, Happy Ending dem Pop-Punk zu, der abwechslungsreich in Gesang und Melodie sei. Zwei Jahre später besprach Hiller das Album No Vacation from the World. Nur der Titel des Tonträgers könne man als politisch interpretieren. Die Musik sei Melodic Hardcore, der an Lagwagon und No Use for a Name erinnere. Ebenfalls von Hiller wurde das Album Redemption rezensiert und bezeichnete die Musik als „supermelodiösen Punkrock“. Auf fast jeder Platte befinde sich ein Kommentar „zur verfahrenen politischen Situation in Israel“, was hier in Form des Liedtextes von State of Fear. Außerdem sei auf dem Album „[m]elancholischer, zuckeriger Pop-Punk der alten Schule“ vertreten, der mit alten Werken von Green Day und Lagwagon vergleichbar sei. Zahni Müller vom selben Fanzine fand, dass es auf The Lost Broken Bones „rockigen Emo“ zu hören gibt. Die Songs würden besonders durch die Melodien und den Gesang geprägt werden. Habe die Gruppe auf dem Vorgänger noch wie Blink-182, Lagwagon und Green Day geklungen, so habe der Rock-Einfluss stark zugenommen und man klinge reifer. 2015 rezensierte André Hertel die Wiederveröffentlichung des Albums und stellte fest, dass es nun noch harmonischer und runder klingt. Hierauf höre sich die Band wie ein würdiger Nachfolger von No Use for a Name an. Aber auch The Ataris und Rise Against könnten als Vergleich herangezogen werden. Insgesamt sei es „[e]xtrem melodiöser, druckvoller, hymnischer und technisch einwandfrei gespielter Westcoast-Punkrock“.

## Diskografie

### Alben
- 1997: Dead’s Not Punk (Falafel Records)
- 1999: Get in the Pita Bread Pit (Falafel Records)
- 2001: Bad Story, Happy Ending (Kung Fu Records)
- 2003: No Vacation from the World (Kung Fu Records)
- 2005: Redemption (Kung Fu Records)
- 2008: The Lost Broken Bones (Suburban Home Records)
- 2012: Symptoms (Fat Wreck Chords)
- 2016: State Is Burning (Fat Wreck Chords)

### EPs / Splits
- 1995: Room of Anger (EP, Falafel Records)
- 1995: Demo (Hashsub) (Falafel Records)
- 1997: Useless I.D. / All You Can Eat (Split mit All You Can Eat, Farmhouse Records)
- 1998: Useless I.D. / Spyhole (Split mit Spyhole, Yo-Yo Records)
- 2000: Tagtraum / Useless ID (Split mit Tagtraum, Vitaminepillen Records)
- 2000: Let It Burn (Split mit The Ataris, Kung Fu Records)
- 2005: Attack of the B Killers (Split mit Man Alive, Atom and His Package und Yidcore (Boomtown/MGM))
- 2016: We Don't Want the Airwaves (EP)

### Kompilationen
- 2011: The Lost Broken Tunes: Vol. 1 (Bullion Records)
- 2011: The Lost Broken Tunes: Vol. 2 (Bullion Records)

### DVDs
- 2006: Ratfaces Home Videos Presents Useless ID

### Kollaborationen
- 2010: Muki & Useless ID (mit Muki, Hatav Hashmini)

### Singles (Auswahl)
- 2008: Always The Same
- 2010: לא רוצה להתבגר (mit Muki)
- 2012: Live Or Die
- 2016: Without A Choice